# Johan Peter Westring
Johan Peter Westring (ur. 24 listopada 1753 w Linköping, zm. 1 października 1833 w Norrköping) – szwedzki lekarz i przyrodnik.

## Życiorys
Ojciec Johana był szewcem. Johan otrzymał niewielkie stypendium i w 1772 r. został studentem na Uniwersytecie w Uppsali. Tam 25 października 1775 r. obronił rozprawę u Karola Linneusza i awansował na lekarza medycyny. Następnie przeniósł się do Norrköping i mieszkał tam do końca życia.
W 1794 r. otrzymał imię, honor i godność Royal Life Doctor („Life Doctor”), a w 1809 r. – First Royal Life Doctor. W 1822 roku został członkiem Królewskiej Szwedzkiej Akademii Nauk.
Opisał nowe gatunki grzybów, roślin i zwierząt. W nazwach naukowych utworzonych przez niego taksonów dodawane jest jego nazwisko Westring lub skrót Westr.

## Wybrane publikacje
- Dissertatio medica de Ledo palustri. Upsala 1775 (Vorsitz: Carl von Linné) MDZ München
- Dissertatio medica de sternutatione. Upsala 1779 (Vorsitz: J. Sidrén)
- Svenska Lafvarnas Färghistoria, eller att använda dem till färgning och annan hushållsnytta. Carl Delén, Stockholm 1805–1808
- Kungl. Svenska Vetenskapsakademiens Nya Handlingar
- Några Händelser, om Utvärtes äkommor, som bäde för ställets och utseendets skull lätteligen kunna misstagas för Veneriska skador. In: Band 13 (1792), s. 292
- Beskrifning om en Man, som utan armar (Brachia) och händer, ben och fötter, upöfvat sig til mycken skicklighet i många Konster och Slögder. In: Band 17 (1796), s. 37
- Afhandling om Gula Kinan, och et nytt Reactions-medel, hvarmedelst dess värkningskraft uptäckes; tillika med jämnförelse imellan flera Kina slag. In: Band 21 (1800), s. 7
- Fortsetzung S. 82 Biodiversity Heritage Library, Fortsetzung S. 173 Biodiversity Heritage Library, Fortsetzung s. 282
- Bihang till Afhandlingen om Gul Kinan. In: Band 22 (1801), S. 49 Biodiversity Heritage Library
- Berättelse om en Flicka, som uppkastade Knappnålar i trenne ärs tid. In: Band 31 (1810), s. 199
- Rön, att genom Metallborstar eller samlad myckenhet af Metallspetsar göra Galvanismen mer användbar och kraftigare för medicinsk behof. In: Jg. 1813, s. 81
- Om ett slags Flug-larver i sår, och deras förvandling; anmärkte och beskrifne. In: Jg. 1814, s. 51
- Anledningar till Försök öfver Ringelblommans (Calendulae officin, L.) kraft och nytta emot Kräftskador och i synnerhet emot öpen Kräfta i Lifmodren. In: Jg. 1814, s. 237